# Offin zid
Offin zid (eng. Offa's Dyke, vel. Clawdd Offa')  je veliki zemljani zid čiji tlocrt približno prati današnju granicu Engleske i Walesa. Građevina je nazvana prema anglosaskom kralju Mercije Offi, vladao od 757. do 796., za kojeg se tradicijski vjeruje da je zapovijedio gradnju. Izvorna namjena je predmet spora u znaosti, no označio je granicu anglijske Mercije i velškog kraljevstva Powysa. Offin zid dug je 240 kilometara, širine do 20 metara i visine 2,5 metra. Dio zida prati 1971. napravljena daljinska pješačka staza Staza Offina zida (eng. Offa's Dyke Path, vel. Llwybr Clawdd Offa). Usporedno s Offinim zidom pruža se od srednjeg vijeka drugi zemljani nasip, Watov zid. 
Konvencijski se uzima da je ranosrednjovjekovna građevina iz doba Anglosaske Engleske, istraživanja zadnjih desetljeća, primjenon tehnika kao datiranje ugljikom-14 izazvalo je današnju povijesnu znanost i teoriju o ovom nasipu. 2014. godine Clwyd-Powys Archaeological Trust istražio je devet uzoraka Zida s mjesta kod Chirka. Datiranje radioaktivnog ugljika redepoziranog treseta datiralo je gradnju u razdoblje od 541. do 651., s time da su niži slojevi građevine datirani u najstarije do 430. Nalaz daje osnovu tezi da je Zid bio dugoročni projekt nekoliko mercijskih kraljeva.
Offin zid je pod državnom zaštitom kao "scheduled monument".